# Kaman K-MAX
Kaman K-MAX (tovarniška oznaka K-1200) je ameriški srednje težki transportni helikopter. Izdelovalo ga je helikoptersko podjetje Kaman Aircraft v letih 1991−2003. Helikopter ima dva (ang. intermeshing tudi Sinhropter) rotorja , ki se vrtita v nasprotnih smereh, s tem se izenači moment in zato ni potreben repni rotor. Optimiziran je za prevoz zunanjih tovorov. Lahko dvigne tovor okrog 2700 kg, kar je več kot prazna teža helikopterja. Razvijajo tudi verzijo brez človeške posadke na daljinsko upravljanje.
Leta 1947 je bil Anton Flettner, nemški učitelj in izumitelj, pripeljan v ZDA v operaciji Paperclip (sponka za papir). . Bil je načrtovalec helikopterja Flettner Fl 282 "Kolibri", ki je imel "intermeshing" rotorje. Postal je glavni načrtovalec podjetja Kaman.
K-MAX so zadnji helikopterji dolge linije Kaman synchropters - verjetno najbolj znan je Kaman HH-43 Huskie. Prvi helikopter na turbinski pogon je bil Kaman synchropter.
K-1200 K-MAX "aerial truck" je bil prvi helikopter na svetu posebej načrtovan za ponavljajoče dviganje in prevažanja tovorov na zunanji kljuki. Ima ozek trup in iz okna dajo pilotu dober razgled nad dogajanjem na obeh straneh.
Kraki rotorja so zgrajeni iz lesa in steklenih vlaken (fiberglass) sekcij na zadnjem delu kraka. Les so izbrali ker je odporen na poškodbe in utrujenost, poleg tega so imeli veliko izkušenj s HH-43 helikopterji
K-MAX ima določene prednosti pred konvencionalnimi helikopterji z repnim rotorjem. Ima večji pogonski izkoristek, ker oba rotorja prispevata k vzgonu. Synchropter ima tudi naravno tendenco da lebdi in je bolj stabilen, kar je uporabno pri natančnem pozicioniranju tovora. Poleg tega je synchropter bolj odziven na kontrolne ukaze pilota. 

## Tehnične specifikacije
- Posadka: 1
- Kapaciteta: 6 000 lb (2 722 kg) zunanji tovor
- Dolžina: 51 ft 10 in (15,8 m)
- Premer rotorja: 48 ft 3 in (14,7m)
- Višina: 13 ft 7 in (4,14 m)
- Prazna teža: 5 145 lb (2 334 kg)
- Uporaben tovor: 6 855 lb (3 109 kg)
- Maks. vzletna teža: 12 000 lb (5 443 kg)
- Motor: 1 × Honeywell T53-17 turboshaft, 1341 kW (1 800 KM), omejen na 1118 kW (1500 KM) za vzlet in 1350 KM za let

- Maks. hitrost: 100 vozlov (185,2 km/h)
- Potovalna hitrost: 80 vozlov (148,2 km/h)
- Dolet: 267 nm (494,5 km)